# 白石兼斗
白石兼斗（日语：／ Shiraishi Kento，1993年4月26日—）是一名日本男性聲優，山口縣出身，81 Produce所屬。

## 簡歷
因憧憬山寺宏一而立志成為聲優。在2014年8月1日舉行的第8屆81聲優甄選中獲得特別獎，並於2016年4月1日加入81 Produce。
2019年4月起，參與由三麗鷗發起的虛構搞笑事務所「笑響藝能事務所」企劃，作為三麗鷗首位搞笑藝人角色「Warahibi！」的一員，以作品《GIFT for SMILE！》作為藝人出道，並在該組合「好球青春」中飾演春山晃一一角。

## 人物
方言是山口方言。興趣與特技為觀看棒球比賽、模仿、以及棒球。

## 演出作品
※粗體字為主要角色。

### 電視動畫
2016年
- 見習神仙精靈（青年）

2017年
- 見習神仙精靈（警備員、男性）
- 境界之輪迴3（兔子墮魔死神、田徑部員A、記死神、男學生A、壽司店、死神、死神B、社員B、店主、浮游靈、足球部員C、店長、死神A、殭屍）
- 未來卡片 戰鬥夥伴X（男學生B）
- 從零開始的魔法書（鹿之獸化者、魔術師團F、魔術師團C）
- 小魔女學園（男性、警官、管制官）
- 飆速宅男 NEW GENERATION（奧谷）
- 跳水男孩（友人A）
- 狐妖小红娘
- 活撃 刀劍亂舞
- 梵諦岡奇蹟調查官（埃利諾、觀眾）
- Princess Principal（少年兵）
- 機甲大師（黃欣）
- 十二大戰（副隊長）
- URAHARA（街上的男性、挖坑星人）
- 舞動青春（觀眾B）
- Classica Loid 2（記者）

2018年
- 工作的哥哥!（小豬、虎鯨、美國短毛、遊戲店店長）
- 一人之下 羅天大醮篇（金猛）
- 三顆星彩色冒險（青年）
- 賽馬娘 Pretty Derby（記者）
- 棒球大聯盟2nd（醫生、對戰隊伍 部員A、一壘裁判）
- DRIVE HEAD 救援特警隊（作業員）
- 搖曳莊的幽奈小姐（學生）
- 昴宿七星（公會成員）
- 青春豬頭少年不會夢到兔女郎學姊（店長、警官、國語教師、學生、記者、工作人員）
- 中間管理錄利根川（店員）
- 梅露可物語 -無精打采的少年與瓶中少女-（南瓜妖怪）
- 卡片戰鬥!! 先導者（サンダーストーム・ドラグーン）

2019年
- 輝夜姬想讓人告白～天才們的戀愛頭腦戰～（男學生）
- Endro～！（塔男）
- KIRA KIRA HAPPY★ 打開吧！見習神仙精靈（Chuchu、男性、主任、手下）
- 聖鬥士星矢 聖鬥少女翔（邪靈士C、邪靈士）
- 魔法水果籃（男學生）
- 一拳超人 第2期（死亡機槍）
- JoJo的奇妙冒險 黃金之風（市民B）
- 胡蝶綺 ～少年信長～（人足）
- 在地下城尋求邂逅是否搞錯了什麼II（冒險者）
- 戰姬絕唱SYMPHOGEAR XV（職員B）
- Fate/Grand Order -絕對魔獸戰線巴比倫尼亞-（操作員）
- 炎炎消防隊（第7隊員）
- 我們真的學不來！（男子B）
- Fairy Gone（卡爾奧公爵軍士兵）
- 夢幻之星Online2 EPISODE ORACLE（男性客、ARKS）
- 這個勇者明明超TUEEE卻過度謹慎（騎士）
- 高分少女II（溝之口勢）
- 巴比倫（刑事）

2020年
- Fate/Grand Order -絕對魔獸戰線巴比倫尼亞-（烏魯克士兵）
- 達爾文遊戲（站員、司機）
- A3!（路人）
- SHOW BY ROCK!!活力棉花糖!!（樂器店店長）
- 22/7（工作人員、記者、妮可露的父親）
- 別對映像研出手！（電影公司的男性、客、警備部）
- 籃球少年王（同班同學、1年4班學生、不良）
- 索瑪麗與森林之神（粗暴者）
- 決鬥大師!!（U·S·A·ELEKI）
- 隱瞞之事（老師、賣棉花糖的人、店員、接待、快遞員、書店員A、男性客A、男性A、前同僚青年）
- 魔法水果籃 2nd season（男教師）
- 決鬥大師 KING（發明奧迪森、鬼霸王 加奧加、U·S·A·ELEKI、爆龍皇 Dynabolt、達斯志吉卿、月與破壞與魔王與天使、戲具 杜艮達、實況、鬼王魔 End 加奧加）
- 食戟之靈 豪之皿（男學生B）
- ARGONAVIS from BanG Dream!（男學生A）
- 輝夜姬想讓人告白～天才們的戀愛頭腦戰～（團員）
- BNA（松鼠猴、黑幫、熊士隊左翼手、警備員）
- 炎炎消防隊 貳之章（第4隊員、白裝束、卡龍的手下、喬納斯）
- 弩級戰隊HXEROS（伊達）
- 科學超電磁砲T（朋克）
- 萌可魯玩偶貓（男子副部長、路人學生）
- 慕留人-火影忍者新世代-（瑪魯伊）
- 『催眠麥克風 -Division Rap Battle-』Rhyme Anima（隊長、轉播語音、同僚A、流氓B、宇宙殖民地A、紫電坊、同僚、學生）
- 王之襲擊 意志的繼承者（黑暗邊緣男2）
- 半妖的夜叉姬（村人、不良、七助[7]）

2021年
- 決鬥大師 KING（Mega Mana Rock Dragon）
- 半妖的夜叉姬（侍、僧正）
- 閃躍吧！星光☆頻道（重役）
- 魔術士歐菲 流浪之旅 基姆拉克篇（衛視、奧爾茲、士兵、神官兵）
- 2.43 清陰高中男子排球社（猿渡勇飛[8]）
- ICHU偶像進行曲（職員）
- 堀與宮村（男高中生）
- 決鬥大師 KING!（戴拿博爾特〈艾塔菲尼.Star〉、飢動混成 加林丸、魔素縫合 阿莫德格拉斯）
- 萌可魯玩偶貓 Mix！（電腦部副部長）
- 給不滅的你（罪犯、街上的男性、友人、男、觀眾、島民、侍衛、工人）
- 異世界魔王與召喚少女的奴隸魔術Ω（士兵、信者、白面）
- 憂國的莫里亞蒂（記者）
- 刮掉鬍子的我與撿到的女高中生（社員）
- NOMAD MEGALO BOX 2（田中）
- 女朋友 and 女朋友（學生們）
- 月光下的異世界之旅（旅店店員）
- 我立於百萬生命之上（村人）
- 半妖的夜叉姬 貳之章（七助、逆叉）
- 86—不存在的戰區—（無線的聲音）
- 百萬噸級武藏（操作員）
- SAKUGAN（管制局員A）
- 卡片戰鬥!! 先導者 overDress Season2（男）

2022年
- 東京24區（南場青果、御好燒店、記者、園長、年輕人、蓋凱、秘書、居民、DEMO隊）
- 失格紋的最強賢者（魔族A、裁判）
- 平家物語（後白河的侍從）
- 處刑少女的生存之道（騎士、市民）
- 群青的開幕曲（記者、參與者）
- 境界戰機（艾利奧特·諾克斯）
- 魔法使黎明期（暴虐的手下）
- 青之蘆葦（關東綜合選手）
- 卡片戰鬥!! 先導者 will+Dress（社員）
- 徹夜之歌（電影演員）
- 奇米萌 CHIMIMO（學生C）
- 傳頌之物 二人的白皇（夏赫羅兵、納克庫兵）
- 異世界藥局（聖騎士）
- 打工吧！！魔王大人（店員）
- 呆萌酷男孩（年輕人、觀眾）
- 飆速宅男 LIMIT BREAK（奥谷）
- 忍之一時（甲賀學生1、甲賀忍者、甲賀學生）
- 我想成為影之強者！（男學生、騎士）
- 給不滅的你 Season2（記者）
- SPY×FAMILY間諜家家酒（〈WISE〉機關員、網球俱樂部導遊、網球男孩2號）
- 後宮之烏（乞伏士畢、放下郎、惠瑤的哥哥）

2023年
- 銀砂糖師與黑妖精（觀眾）
- 我想成為影之強者！（市民）
- 大雪海的卡納（亞特蘭德士兵、瓦爾基亞士兵）
- REVENGER（配下A）
- Opus.COLORs 色彩高校星（學生們）
- 屍體如山的死亡遊戲（教團士兵、三纂成員）
- Dr.STONE 新石紀 NEW WORLD（VR的店員）
- 魔法少女毀滅者（男）
- 黃金神威 第四期
- 機戰少女Alice Expansion（夜魔無道）
- 絆之Allele（龍帕尼提）
- 哆啦A夢（狗）
- MIX 第二季～第二個夏天，邁向晴空～（選手）
- 我家的英雄（土井）
- 無職轉生II～到了異世界就拿出真本事～（冒險者B）
- 轉生成自動販賣機的我今天也在迷宮徘徊（魔道具技師B、飲食店的店主B）
- 決鬥大師 WIN 決鬥學園篇（CRYMAX ）
- 獻祭公主與獸王（男性B）
- 打工吧！！魔王大人 2nd Season（傳令、八巾兵、天兵連隊）
- 葬送的芙莉蓮（町人、衛兵、神父、商人、村民）
- 競速 OVERTAKE!（工作搭檔）
- SPY×FAMILY間諜家家酒 Season 2（電影聲音、研究員、〈花園〉機關員、殺人屋、客室工作人員、船員）
- 家裡蹲吸血姬的鬱悶（幹部B）
- 大小姐和看門犬（班主任4）
- 重生者的魔法一定要特別（新入生）
- 不死不運（UNION隊員、約翰）
- 偶像大師_百萬人演唱會！（攝影師[9]、觀眾們）
- 藥師少女的獨語（男）
- 川越男子歌唱團（輩）
- 我的新上司是天然呆（居民）
- 殭屍100～在成為殭屍前要做的100件事～（獵友會1）

2024年
- 葬送的芙莉蓮（法爾修、年輕人）
- 戰國妖狐（野武士、岩人）
- HIGH CARD 至高之牌 season2（變色龍男、從者）
- 秒殺外掛太強了，異世界的傢伙們根本就不是對手。（白石行雄、男）
- 刀劍亂舞 迴 -虛傳 燃燒的本能寺-（明智軍、家臣）
- WIND BREAKER—防風少年—
- 夜晚的水母不會游泳（記者）
- 花野井同學與戀愛病（男學生）
- 吸血鬼男子宿舍（男學生A）
- 失憶投捕（帝德高中棒球部、年輕人、大泉Senior教練、冰河高中棒球部）
- 單人房、日照一般、附天使。（男子B）
- 從Lv2開始開外掛的前勇者候補過著悠哉異世界生活（士兵）
- 神之塔 -Tower of God- 王子的歸還 / 工房戰（亞克雷普特[10]）
- 異世界失格（轉移者）
- 我要【招架】一切～反誤解的世界最強想成為冒險家～（衛兵A、傳令、近衛隊長、十機眾A、訓練生）
- 敗北女角太多了！（男學生、海水浴場客、車站廣播、作業員）
- 烏鴉不擇主（門衛）
- 不時輕聲地以俄語遮羞的鄰座艾莉同學（棒球部員、男學生）
- 四處貼上吧！小狗\貼りまわれ!こいぬ（狗、司機、廣播播音員、監督狗、汪隆）
- 亦葉亦花（客、裁判）
- 戰國妖狐 千魔混沌篇（武士、兵、僧）
- 我的妻子不具感情（馬克拉昆）
- 菇狗（編輯）
- 妖怪學校的菜鳥老師！（倉橋優太）
- 百姓貴族 2nd Season（N先生、騎手、馬術場地障礙賽工作人員C）
- 在地下城尋求邂逅是否搞錯了什麼V 豐穰女神篇（拉斯克）
- 村井之戀（糰子店、接待）

2025年
- UniteUp! 眾星齊聚 -Uni:Birth-（青年）
- 一桿青空（工作人員）
- 結緣甘神神社（班主任）
- 魔法製造者～異世界魔法的製作方法～（士兵）
- 我和班上最討厭的女生結婚了。（搭訕男B）
- 卡片戰鬥!! 先導者 Divinez DELUXE篇（男學生）
- 來到棒球場捕捉我吧！（悶騷的、杉山）
- MIRU 我的未來（播音員）
- 搖滾樂是淑女的嗜好（大城〈長笛〉）
- 戀上換裝娃娃 Season 2（組員）
- 醜男真戰士（誠司[11]）

### 劇場版動畫
2018年
- PEACE MAKER鐵（隊士）

2019年
- 巴爾船長
- 生日幻境（村人男）

2020年
- 鋼彈Reconguista in G II 貝爾利進擊　（金傑）
- 海邊的異邦人（同級生）
- BURN THE WITCH（職員、眼鏡南）
- 電影 煙囪小鎮的普佩（鎮民）

2021年
- Princess Principal Crown Handler 第1章（執事）
- 劇場編輯版 隱瞞之事 -秘密之事是什麼-
- 劇場版 Kud Wafter（路人A）
- Fate/Grand Order -終局特異點 冠位時間神殿所羅門-（青年）

2022年
- 犬王

2023年
- 大雪海的卡納 星之賢者

2024年
- Bloody Escape -地獄的逃走劇-（不滅騎士團員）

### OVA
2018年
- 噬血狂襲III（部下A）

2020年
- 關於我轉生變成史萊姆這檔事OAD 「外傳：利姆露華麗的教師生活」（部下E）

2022年
- 機動戰士鋼彈 水星的魔女 PROLOGUE（駕駛員）

### 網路動畫
2017年
- 遺憾女幹部黑暗將軍小姐（老闆、閃電俠、戰鬥員）

2018年
- 小不點愛李的悠哉日常
- 惡魔人 Crybaby（事葉純一）
- トミカハイパーレスキュー ドライブヘッド 機動救急警察（作業員、男）
- 怪物彈珠 The Animation（天使兵、怨靈）

2019年
- 怪物彈珠 The Animation（怨靈）
- 戰鬥陀螺 爆烈世代GT（弟子1）
- Warahibi!（[12]）
- 鋼彈創鬥者 潛網大戰Re:RISE（潛行者）
- 齊木楠雄的災難 Ψ始動編（警官、男性、男學生E、男學生C）

2020年
- ZENONZARD THE ANIMATION（男學生C）
- 攻殻機動隊：SAC_2045（無面人）
- 日本沉沒2020（難民K）

2021年
- 實況力量職業棒球 實況力量高中篇（裁判）
- 極道主夫（黑道B）

2022年
- 爆丸 Evolutions（戰士威爾）
- 狂賭之淵雙（學生們）
- 電馭叛客：邊緣行者（同學、NCPD職員、創傷小組、漩渦幫、虎爪幫、動物、軍人兵）

2023年
- 爆丸 Legends（戰士威爾）
- TOMIKA HEROES JOBRAVER 特裝合體機器人（皮特）

### 遊戲
2016年
2019年
- 超異域公主連結☆Re:Dive（男性）
- 決鬥大師PLAY'S（冥将ダムド）

2021年
- 鬼滅之刃 火之神血風譚

2022年
- eBASEBALL 實況野球 2022（青葉春人[13]）
- 機動戰士鋼彈 鐵血孤兒G（蓮吉的部下）

2025年
- 百日戰記 -最終防衛學園-（中年男性）
- 世界計畫 繽紛舞台！ feat.初音未來

## 外部連結
- 白石兼斗 - 81プロデュースの公式サイト
- 白石兼斗的X（前Twitter）